# 弗鲁瓦勒
弗鲁瓦勒（法語：Vroil，法語發音：[vʁwal]）是法国马恩省的一个市镇，属于维特里勒弗朗索瓦区。该市镇总面积10.34平方公里，2009年时的人口为120人。

## 人口
弗鲁瓦勒人口变化图示